# Абадия-ди-Гояс
Абадия-ди-Гояс (порт. Abadia de Goiás) — муниципалитет в Бразилии, входит в штат Гояс. Составная часть мезорегиона Центр штата Гойас. Входит в экономико-статистический микрорегион Гояния. Население составляет 5868 человек на 2007 год. Занимает площадь 146,458 км². Плотность населения — 40,1 чел./км².
Праздник города — 29 марта.

## История
Город основан 27 декабря 1995 года. Статус города получил 1 января 1997 года.

## Экономика
Основу местной экономики составляет сфера услуг. Основные сельскохозяйственные продукты — рис, маниок и кукуруза. Стадо крупного рогатого скота насчитывает 17 460 голов.

## Статистика
- Валовой внутренний продукт на 2003 год составляет 16 924 242,00 реалов (данные: Бразильский институт географии и статистики).
- Валовой внутренний продукт на душу населения на 2003 год составляет 2909,95 реалов (данные: Бразильский институт географии и статистики).
- Индекс развития человеческого потенциала на 2000 год составляет 0,742 (данные: Программа развития ООН).